# Phare de Blockhusudden
Le phare de Blockhusudden (en suédois : Blockhusuddens fyr) est un phare situé sur à Blockhusudden, devant la pointe de l'île de Djurgården, à Stockholm appartenant à la ville d'Öregrund de la commune d'Östhammar, dans le Comté de Stockholm (Suède).

## Histoire
Ce phare, construit en 1905, marque l'entrée de la baie de Saltsjön, devant le port intérieur de Stockholm. Il est localisé  devant l'extrémité est de l'île de Djurgården, une île boisée et parc à l'est du centre-ville de Stockholm.
En 1912, il a bénéficié du système d'éclairage de signalisation maritime de l'inventeur suédois et créateur de la société AGA AB (en) Gustaf Dalén. Il a été électrifié  et automatisé en 1956.

## Description
Le phare  est une tour cylindrique en pierre de 7 mètres de haut, avec une galerie et une lanterne, montée sur un pilier circulaire immergé. Le phare est en pierre non peinte, seule la lanterne est blanche. Il émet, à une hauteur focale de 6,2 mètres, deux éclats 'blanc, rouge et vert) selon différents secteurs toutes les 6 secondes. Sa portée nominale est de 6.4 milles nautiques (environ 12 km) pour la lumière blanche.
Identifiant : ARLHS : SWE-... ; SV-.... - Amirauté : C6558 - NGA : 9556 .

### Lien connexe
- Liste des phares de Suède